# Portugals Algarve auf eigene Faust
Portugals Algarve auf eigene Faust ist ein deutscher Dokumentarfilm der Filmemacher Silke Schranz und Christian Wüstenberg.

## Handlung
Silke Schranz und Christian Wüstenberg reisen in ihrem Film von Vila Real de Santo António an der spanischen Grenze bis hin zum südwestlichsten Punkt des europäischen Festlands, dem Cabo de São Vicente. Sie zeigen Strände an der Algarve und der wilden Westküste, bummeln durch Städte und Dörfer, lassen sich erklären, wie aus der Korkrinde Champagnerkorken entstehen, zeigen, wie in den Salinen das traditionelle Meersalz geerntet wird und stellen bei einem Obstbauern fest, dass die leckersten Orangen aus Portugal kommen. Die Filmemacher zeigen die komplette Algarve, damit die Zuschauer wissen, wo es schön ist – und was getrost ausgelassen werden kann. Die beiden waren im Monchique-Gebirge und an vielen Stränden an der wilden Westküste hoch bis zum Dorf Odeceixe. Mit Luftbildern der kompletten Algarveküste.
Der Film wurde aktualisiert, die neueste Fassung ist von 2018.

## Reiseroute
Vila Real de Santo António
Alcoutim
Monte Gordo
Cacela Velha
Tavira
Salzgärten in Tavira
Santa Luzia
Fuseta
Praia do Barril
Moncarapacho
Gião
Hinterland
Olhão
Ilha da Culatra und Farol
São Brás de Alportel
Almancil
Faro
Praia de Faro
Vilamoura
Albufeira
Armação de Pêra
Alcantarilha
Carvoeiro
Silves
Ferragudo
Portimão
Praia da Rocha
Alvor
Lagos
Porto de Mós
Odeceixe
Arrifana
Luz
Burgau
Salema
Sagres
Cabo de São Vincente